# Kuglački klub Zadar
Kuglački klub Zadar je hrvatski kuglački klub iz Zadra.

## Uspjesi
- Prva hrvatska kuglačka liga:
  - prvaci:  1998./99., 1999./2000., 2004./05., 2005./06., 2006./07., 2007./08., 2008./09., 2009./10., 2010./11.
  - doprvaci:  1992., 2012./13., 2013./14., 2014./15.,

- Prvenstvo SR Hrvatske:
  - prvaci (međunarodni način): 1990.
- Kup Hrvatske
  - pobjednik:  2009./10., 2010./11., 2013./14.,

- Liga prvaka
  - pobjednici: 2007.
  - drugi: 2008., 2014.
- Svjetski kup
  - pobjednici: 1999.
  - drugi: 2007., 2010., 2011.
- Europski kup
  - pobjednik: 1998.
  - drugi: 2013.
- NBC kup
  - pobjednici: 2003.

## Priznanja
- Godišnja nagrada Zadarske županije (1999.)[1]
- Nagrada Grada Zadra (2000.)[2]